# Jesse Colin Young
Jesse Colin Young, rodným jménem Perry Miller, (22. listopadu 1941 – 16. března 2025 Aiken) byl americký zpěvák a kytarista.
Narodil se v newyorském Queensu do rodiny pocházející z Massachusetts. Oba rodiče se zajímali o hudbu, matka hrála na housle a zpívala, on sám hrál od mládí na klavír. V roce 1959 získal stipendium ke studiu na Phillipsově akademii v Andoveru v Massachusetts, odkud byl však vyhozen. Později studoval na Ohijské státní univerzitě a na Newyorské univerzitě. V roce 1964 vydal v produkci Bobbyho Scotta své první album The Soul of a City Boy, na které navázal v následujícím roce deskou Young Blood. V roce 1965 založil spolu s Jerrym Corbittem kapelu The Youngbloods, pojmenovanou podle jeho druhého sólového alba. První dvě alba skupina vydala v roce 1967 v produkci Felixe Pappalardiho; třetí, vydané v roce 1969, produkoval Charlie Daniels. Později skupina vydala další dvě alba, ale následně se Young rozhodl věnovat sólové kariéře a činnost skupiny ukončil. V roce 1972 vydal album Together a později řadu dalších. Na své album Highway Troubadour (2020) nahrál nové verze svých starších písní.